# Kepler-444
Kepler-444 (designata anche come BD+41 3306 e KOI-3158) è un sistema stellare triplo distante circa 119 anni luce (36,5 parsec) dal sistema solare, visibile come un oggetto di magnitudine 8,86 nella costellazione della Lira. La componente principale del sistema è una nana arancione, attorno alla quale orbita in un periodo di circa 430 anni un coppia di più deboli nane rosse, tuttavia esiste la possibilità che la secondaria stessa potrebbe essere a sua volta composta da due deboli nane rosse. Attorno alla componente principale sono stati scoperti orbitare cinque pianeti extrasolari.

## Caratteristiche
Kepler-444 è un sistema stellare molto antico, con un'età stimata di 11,23 ± 0,99 miliardi di anni, pari all'80% dell'età dell'universo. Kepler-444 A è una nana arancione, più piccola e più fredda del Sole; la sua massa infatti è pari a 0,75 M⊙, mentre il suo raggio è 0,752 volte quello solare; la sua temperatura superficiale, infine, è di 5040±74,0 K. La stella presenta un elevato moto proprio.
La coppia B-C è composta da due nane rosse aventi entrambe una massa del 30% di quella del Sole. Queste due stelle che orbitano l'una attorno all'altra a un distanza di soli 0,3 UA tra loro, ed entrambe a loro volta orbita attorno al centro di massa del sistema su un'orbita che sembrava altamente eccentrica, pari a e=0,86, eccentricità ridotta in uno studio di ottobre 2022 a e=0,55. Secondo quest'ultimo studio il semiasse maggiore della coppia B-C attorno al baricentro del sistema è di 52,2 UA e il periodo orbitale di 324 anni, con una separazione minima di B-C dalla principale di 23 UA.

## Sistema planetario
Nel 2013 sono stati scoperti 5 pianeti attorno a Kepler-444 con il metodo dei transiti utilizzando la sonda Kepler (da cui la denominazione del sistema) della NASA. La scoperta è stata confermata poi nel gennaio del 2015.
I cinque oggetti sono tutti di tipo roccioso ed orbitano attorno alla loro stella in meno di dieci giorni, entro un quinto della distanza dell'orbita di Mercurio dal Sole: Kepler-444 b è poco più grande di Mercurio; Kepler-444 c, d ed e hanno dimensioni molto simili tra loro e prossime a quelle di Marte; Kepler-444 f, il maggiore dei cinque, è più piccolo di Venere. La loro massa non è stata determinata, sebbene gli studiosi ritengano che la loro composizione debba essere piuttosto simile. Le orbite, che presentano una moderata eccentricità, sono quasi complanari e si ritiene possa sussistere una qualche forma di risonanza orbitale tra i pianeti. Deve essere ancora pienamente spiegato il meccanismo d'interazione tra i pianeti in formazione e il disco protoplanetario o di gas che avrebbe determinato la migrazione planetaria all'origine dell'attuale configurazione del sistema.
Nessuno dei cinque pianeti si trova nella zona abitabile del sistema.
Segue un prospetto dei parametri dei vari pianeti noti.
| Pianeta | Tipo              | Massa    | Raggio   | Periodo orb.     | Sem. maggiore | Eccentricità    | Incl. orbita | Scoperta |
| ------- | ----------------- | -------- | -------- | ---------------- | ------------- | --------------- | ------------ | -------- |
| b       | Pianeta terrestre | —        | 0,406 r⊕ | 3,6000106 giorni | 0,04 au       | 0,08+0,22 −0,08 | 88,27°       | 2013     |
| c       | Pianeta terrestre | —        | 0,521 r⊕ | 4,5458841 giorni | 0,05 au       | 0,12+0,17 −0,12 | 88,60°       | 2013     |
| d       | Pianeta terrestre | 0,036 M⊕ | 0,54 r⊕  | 6,189392 giorni  | 0,06 au       | 0,18+0,16 −0,18 | 89,13°       | 2013     |
| e       | Pianeta terrestre | 0,034 M⊕ | 0,555 r⊕ | 7,743493 giorni  | 0,07 au       | 0,02+0,27 −0,02 | 88,99°       | 2013     |
| f       | Pianeta terrestre | —        | 0,767 r⊕ | 9,740486 giorni  | 0,08 au       | 0,58+0,12 −0,37 | 89,75°       | 2013     |